# Wettermann

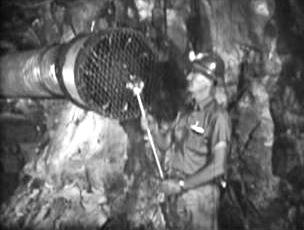
Wettermessung durch einen Wettermann in einer Uranerz-Mine an der Belüftung mit Anemometer zur Ermittelung der Wettergeschwindigkeit (USA, 1960er)

Ein Wettermann ist ein Bergmann, der im Untertagebau in den einzelnen Grubenbauen die Wettermessungen durchführt. „Wetter“ ist in diesem Zusammenhang ein Begriff aus der Bergmannssprache, mit dem die Gase, die man in untertägigen bergbaulichen Anlagen vorfindet, bezeichnet werden. Diese vorfindbaren Gase – genauer gesagt, sind es Gasgemische – dürfen in ihrer Zusammensetzung von gewöhnlicher Luft nicht übermäßig stark abweichen und müssen in einem humanverträglichen Druck- und Temperaturbereich liegen, damit Menschen unter Tage arbeiten können. Darum werden die „Wetter“ unter Zuhilfenahme technischer Messungen kontrolliert. Wettermänner sind insbesondere in allen größeren Steinkohlebergwerken tätig. Für seine Tätigkeiten benötigt ein Wettermann eine besondere Ausbildung.

## Tätigkeiten
Bevor eine Mannschaft von Bergleuten zur Schicht anfährt, um im Bergwerk unter Tage zu arbeiten, befährt der Wettermann arbeitstäglich sämtliche Betriebspunkte und untersucht die Grubenbaue auf das Vorhandensein sogenannter „schlagender Wetter“ – gemeint sind damit partikelhaltige oder nicht partikelhaltige, entzündliche oder explosive Gasgemische unter Tage. (In Steinkohleabbaubetrieben geht es dabei vornehmlich um Kohlenstaub-Methan-Luft-Gemische.) Seine Messungen protokolliert der Wettermann auf der am Betriebspunkt befindlichen Wettertafel. Des Weiteren kontrolliert er, ob der Wetterstrom – also der luftartige Gasgemischstrom, der durch die unterirdischen Strömungswege des Bergwerks hindurchfließt – seine vorgezeichnete und regelmäßige Richtung in den Hauptstrecken, den Hauptquerschlägen und im restlichen Grubengebäude innehat. Außerdem kontrolliert er, ob es in den Grubenbauen Schwankungen oder Stockungen der Wetter gibt. Auch das Vorhandensein von schlagenden Wettern in zuvor methanfreien Grubenbauen wird von den Wettermännern überprüft. Auch während einer Schicht werden Wettermessungen durchgeführt.
Im Kern geht es bei dieser Arbeit darum, Explosionen von Gasgemischen oder Gas-Partikelgemischen, ebenso wie das Einatmen von Gasen in gesundheitlich bedenklicher Zusammensetzung zu verhindern. Dies stellt ein Stück beruflichen Unfallschutz dar und fällt somit in den weiten Bereich des Arbeitsschutzes.
Trotz strengster Sicherheitsmaßnahmen zur Verhütung von Schlagwetterexplosionen bzw. Kohlenstaubexplosionen gab es in jüngerer Zeit in Deutschland folgende mit Schlagwettern bzw. Kohlenstaub verknüpfte Explosionsereignisse:
- 7. Feb. 1962: Grube Luisenthal in Völklingen / Saarrevier mit 299 Toten (Schlagwetterexplosion),[4]
- 16. Feb. 1966: Grube Rossenray in Kamp-Lintfort mit 16 Toten (Schlagwetterexplosion),[4]
- 4. Okt. 1968: Grube Minister Achenbach in Lünen mit 17 Toten (Schlagwetterexplosion),
- 1976: Grube Sachsen in Hamm-Heessen mit 3 Toten (Schlagwetterexplosion),[4]
- 22. März 1979: Grube Hansa in Dortmund-Schuckarde mit 7 Toten (Schlagwetterexplosion),[4]
- 16. Feb. 1986: Grube Camphausen in Quierschied / Saarrevier mit 7 Toten (Schlagwetterexplosion),[4]
- 1. Juni 1988: Grube Stolzenbach im Borkener Braunkohlenrevier mit 51 Toten (Kohlenstaubexplosion).

Die vorangehende Auflistung unterstreicht die Bedeutsamkeit von wettertechnischen Kontrollen und somit auch die Bedeutung der Tätigkeit der Wettermänner.
Die Wettermänner dürfen in der Schichtzeit, die nicht für Wetteruntersuchungen gebraucht wird, nur mit solchen Arbeiten beschäftigt werden, die sie nicht an der rechtzeitigen und vorschriftsmäßigen Ausführung der Wetteruntersuchungen hindern.